# Brojomohun College
Le Brojomohun College (ou BM College), est l'un des plus anciens établissements d'enseignement supérieur du Bangladesh. Elle est située dans la ville de Barisal dans le sud-ouest du Bangladesh. On s'attend à ce que le collège Brojomohun soit bientôt transformé en une université publique à part entière et qu'il soit nommé « université Brojomohun. »